# Franz Graul
Franz Graul (* 3. Oktober 1924) ist ein ehemaliger deutscher Fußballspieler, der bei Werder Bremen in den 1940er Jahren Erstligafußball spielte.

## Werdegang
Der Allrounder Graul, der sowohl als Abwehrspieler als auch als Stürmer spielte, begann seine Karriere beim SV Dessau 05 und spielte nach dem Ende des Zweiten Weltkrieges für den Nachfolgeverein Blau-Weiß Dessau. Im Jahre 1946 verließ er die Sowjetische Besatzungszone, aus der später die Deutsche Demokratische Republik wurde, und wechselte zu Werder Bremen. Mit den Bremern gelang ihm ein Jahr später die Qualifikation für die neu geschaffene Oberliga Nord, seinerzeit die höchste Spielklasse. Drei Jahre lang spielte Graul für Werder in der Oberliga Nord und kam in dieser Zeit auf 44 Oberligaspiele, bei denen er sechs Tore erzielte. Anschließend ließ er seine Karriere beim SVA Gütersloh ausklingen.
Sein Sohn Volker Graul war in den 1970er Jahren Fußballprofi unter anderem beim VfL Osnabrück, dem FC Den Bosch und Arminia Bielefeld, wo er Zweitligatorschützenkönig wurde, und ließ seine Karriere später beim SVA-Nachfolger FC Gütersloh ausklingen.